# 上海公交南堡专线
南堡专线行驶自南门汽车站到堡镇汽车站，目前营运企业为上海崇明巴士公共交通有限公司。

## 历史
- 1949年10月开通

## 线路基本信息
全程29.5公里，行车时间约55分钟。

自南门汽车站起经南门路、东门路、育林桥路、团城公路、新申路、新河马路、团城公路、大通路、堡镇中路、堡镇南路至堡镇汽车站。